# Baia (Suceava)
Baia es una comuna ubicada en el distrito de Suceava, Rumania.

## Superficie
Posee una superficie de 39,77 kilómetros cuadrados.

## Demografía
Hasta 2021 la población era de 7261 habitantes, con una densidad de población de 182,6 habitantes por kilómetro cuadrado.